# Кро, Шарль
Шарль Кро (фр. Charles Cros; 1 октября 1842, Фабрезан — 9 августа 1888, Париж, Франция) — французский поэт-символист и изобретатель.

## Биография и поэтическая деятельность
Шарль Кро родился 1 октября 1842 в городе Фабрезане (департамент Од) на юге Франции, в большой и зажиточной семье. У Шарля было два старших брата — Антуан, ставший врачом, и Анри, призванием которого стала скульптура. С детства Кро пробовал себя в различных областях знаний — изучал древние языки, затем стал брать уроки музыки и рисования, вскоре принялся за изучение медицины и теологии. Но вскоре учёба наскучила ему, и он с головой ушёл в богемную жизнь, поддерживаемый своими братьями, которые тоже были не прочь поучаствовать в гуляниях аристократической молодёжи. В этот момент он знакомится с девушкой, которой не суждено было стать его женой, но с которой будет связана большая часть его жизни, — Ниной де Вийар.
Бесконечные празднования, сидения в кабаках принесли ему славу гуляки, легкомысленного шансонье, но всё же талантливого литератора. Но в какой-то момент его безудержная страсть остыла, и он увлекается наукой, которой занимается с самого детства. Огромное время он уделяет работе над цветной фотографией. В 1867 году Кро на Всемирной выставке в Париже демонстрировал уже автоматический телеграф. В том же году он подал заявку на изобретение устройства «для записи и воспроизведения в цвете форм и движений». В 27 лет Шарль опубликовал труд под названием «Общее решение проблем цветной фотографии» (Solution générale du problème de la photographie des couleurs), а также «Обзор возможных связей с планетами».
Но помимо занятий наукой, Кро всё-таки уделяет некоторое время и литературной деятельности. Он пишет стихи и повести, которые выходят в печать крайне редко. Единственным сборником его творений станет «Сандаловый ларец» (Le Coffret de santal), который выйдет микроскопическим тиражом. Зато он сильно преуспел в жанре монологов, которые стали особенно популярны во Франции в конце XIX века, благодаря популярному тогда актёру Коклену-младшему. В это время он расстаётся со своей любовью Ниной, а вскоре женится на датчанке Марии Хьярдемааль, с которой у них родится двое сыновей.
Однако ко всем его литературным и научным занятиям вновь прибавляются его главные увлечения: алкоголь, шумная жизнь, салоны и литературные чтения — всё, чем славилась Франция в 1870—1880-х годах. С 1869 года его стихи стали появляться в литературном журнале «Парнас» вместе с произведениями Малларме, Вилье и Верлена, что сделало его популярной фигурой в Латинском квартале Парижа.
Постоянные претензии со стороны семьи возвращают его в нормальную среду, он снова начинает работать. Так, когда Кро исполнилось тридцать, он начал исследование слухового восприятия и опубликовал труд «Принципы механизма мозга». А 30 апреля 1877 года, когда ему было 35 лет, он подаёт в Академию наук описание «палеофона» — аппарата для записи и воспроизведения речи. В октябре того же года увидел свет патент Томаса Эдисона на «усовершенствование инструмента для контролирования и воспроизводства звуков», и 11 декабря 1877 года в журнале «Рапель» Виктор Менье поместил статью под заголовком «Господин Шарль Кро загнал звук в бутылку» о фонографе французского изобретателя.
В конце концов занятия наукой наскучили ему, и он начинает простую и размеренную жизнь. Но вскоре умирает его жена — Мария Хьярдемааль, что приводит его в глубокое расстройство. В 1888 году Шарль Кро умер на руках у своего старшего брата-врача Антуана, который впоследствии даст заключение «скончался от полной несогласованности внутренних органов».

## В культуре

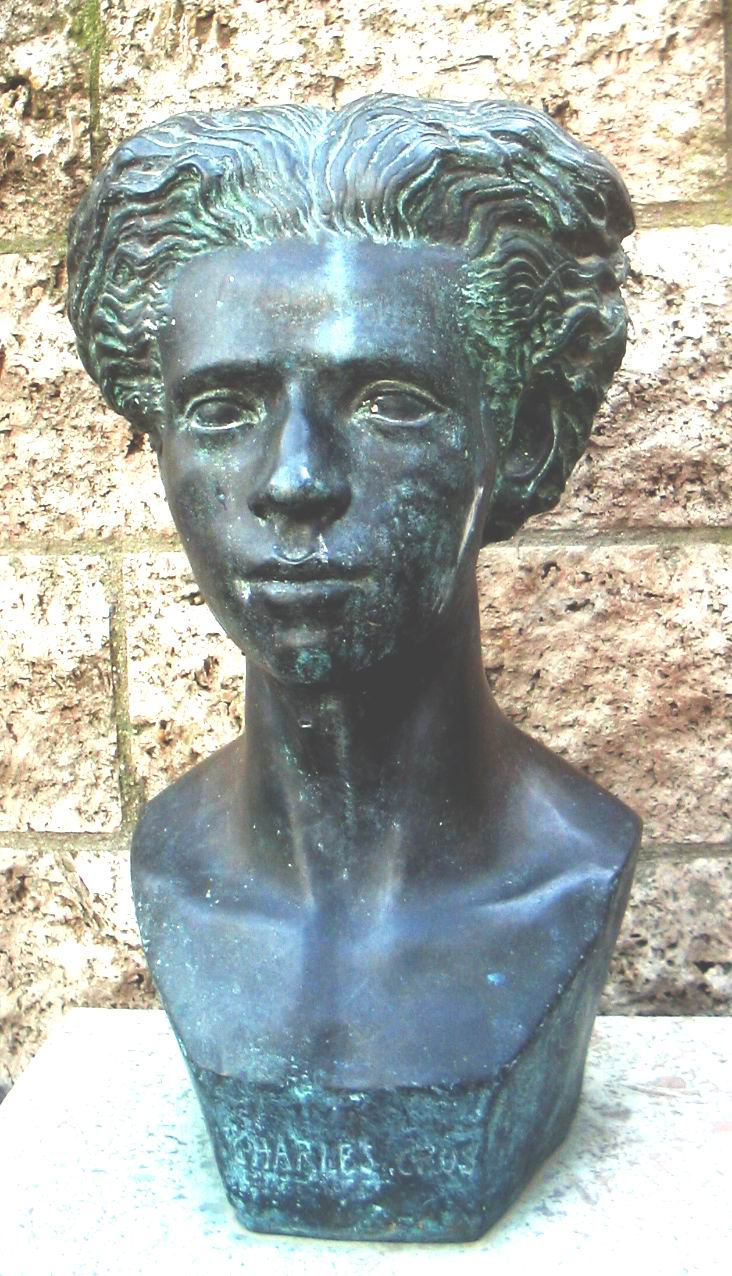
Бюст Шарля Кро работы Анри Кро (модель 1860 года, литьё современное)

В 1947 году во Франции группой музыкантов и музыкальных критиков была основана Академия Шарля Кро, которая, среди прочего, вручает ежегодные премии за лучшие диски года в нескольких номинациях.
Песни на стихи Шарля Кро исполняли Брижитт Бардо и Жюльетт Греко.

## Публикации на русском языке
- Про́клятые поэты. Составление, статья, комментарии М. Д. Яснова. — СПб.: Наука, 2005. — (Библиотека зарубежного поэта) — С. 157—260.

На русский язык стихи Кро переводили И. Анненский, И. Эренбург, Вс. Рождественский, М. Ваксмахер, М. Яснов и другие.